# Stuart Erwin
Stuart Erwin (født 14. februar 1903, død 21. december 1967) var en amerikansk teater-, tv- og filmskuespiller.